# 니다강

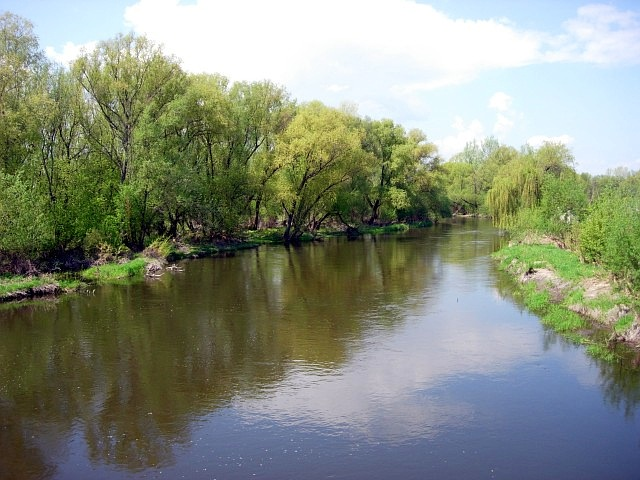
니다강

니다강(폴란드어: Nida)은 폴란드 중부의 강이다. 비스와강의 왼쪽 지류로, 길이는 154km, 유역 면적은 
3,844 km2다.